# Зенітний проїзд (Житомир)
Зенітний проїзд — проїзд в Богунському районі міста Житомира.

## Опис
Знаходиться в північній частині міста. Бере початок від вулиці Івана Мазепи. Завершується глухим кутом перед південними межами садиб, адресованих до вулиці Домбровського. Г-подібний на плані.
Забудова проїзду переважно представлена індивідуальними житловими будинками садибного типу.

## Історичні відомості
Проїзд почав формуватися у 1950-х роках на вільних від забудови землях.
У 1959 році отримав назву. Станом на 1968 рік провулок та його забудова сформовані.